# فولغينسيو زونيغا
فولغينسيو زونيغا (بالإسبانية: Fulgencio Zúñiga)‏ مواليد 23 يوليو 1977 في كولومبيا، هو ملاكم محترف كولومبي يصنف ضمن فئة وزن خفيف الثقيل. وهو بطل منظمة الملاكمة الدولية في وزن الوسط سنة 2007.

## إحصائيات
خاض خلال مسيرته 40 نزالا، فاز في 27 وتعادل في 1 وخسر في 12. فاز بالضربة القاضية في 22 نزالا.

## روابط خارجية
- فولغينسيو زونيغا على موقع بوكس ريك (الإنجليزية) (registration required)